# Гірі-моту
Гірі-моту («поліцейський моту», «піджин моту», англ. Hiri Motu) — одна з офіційних мов Папуа Нової Гвінеї (поряд з англійською і ток-пісіном).
Піджин, заснована в основному на океанійській мові моту. Через фонологічні і граматичні відмінності люди, що розмовляють моту, не розуміють гірі-моту, попри те, що мови мають до 90% загальної лексики.